# Johan Falk: Ur askan i elden
Johan Falk: Ur askan i elden är en svensk action-thriller från 2015 i regi av Richard Holm med Jakob Eklund i huvudrollen. Filmen hade svensk premiär på DVD den 29 juni 2015 och är den sextonde filmen om Johan Falk.

## Handling
Johan Falk har valt att fortsätta som polis och ska träffa Andrej Dudajevs fru och åker till Lettland och för över information som avslöjade Frank Wagner som informatör åt GSI och var de bodde. Johan får i uppdrag av Edgars och köra en lastbil full med vapen till Sverige som kavkazerna ska ha, men i Tyskland rånar Seth och hans gäng lastbilen och tar med sig vapnen och Seth gömmer några stycken i skogen som han ska sälja till några i nästa film.

## Rollista
- Jakob Eklund - Johan Falk
- Meliz Karlge - Sophie Nordh
- Jens Hultén - Seth Rydell
- Björn Bengtsson - Jack
- Juris Zagars - Edgars
- Mikael Tornving - Patrik Agrell
- Malgorzata Pieczynska - Ryska kvinnan
- Josefin Merkusjeva - Larissa Dudajeva
- Mårten Svedberg - Vidar Pettersson
- Željko Santrač - Matte
- Daniel Larsson - Björkman
- Marie Richardson - Helén
- Christian Brandin - Conny Lloyd
- Anders Gustavsson - Viktor Eriksen
- Mikael Spreitz - Danne
- Alexander Lang - Vijay Khan
- Mahmut Suvakci - Ali Mahmoud Hansson
- Lauris Subatnieks - Uldis Grislis
- Dainis Gadelis - Juris
- Ulf Stenberg - Bamse
- Hanna Alsterlund - Nina
- Bill Tangradi - Dzintars
- Fredrik Dolk - Kroon
- André Sjöberg - Dick
- Jonas Bane - Bill
- Claes Hartelius - Sven-Inge
- Isidor Alcaide Backlund - Ola
- Alvina Nilsson - Luna
- Bengt Järnblad - Johans advokat
- Johan Sörbom - Lukacs
- Jack Beijer Körlof - Roony
- Sammy Zabel - Dennis